# 東郷健
東郷 健（とうごう けん、1932年〈昭和7年〉6月10日 - 2012年〈平成24年〉4月1日）は、日本の社会運動家・政治活動家。雑民の会・雑民党代表。本名は、東郷 健（とうごう たけし）。
兵庫県加古川市生まれ。「伝説のおかま」と紹介されることがある。同性愛者ではあるものの、自らの結婚歴や子供の存在を否定していない（下に詳述）。
祖父の名倉次は衆議院議員（立憲改進党）、父の東郷伍郎は兵庫県議会議員であったが、健は地元と絶縁状態だったため、いわゆる世襲候補扱いはされていない。

## 主な経歴
後妻の子。異母兄は「継母いじめ」を行い、父の死後は家長として健の母を召使いのようにこき使ったという。実母の没後、異母兄は健の行状を理由に、健の遺産相続権を奪う訴訟を起こし、異母兄側が勝訴した。このような経緯からほとんどの親族と絶縁状態にある。
1955年、関西学院大学商学部卒業。第一銀行行員、ガソリンスタンド経営を経て、ブロイラー養鶏場経営。養鶏場の経営失敗により、多額の負債を負う。返済のため、1963年姫路市でゲイバー「るどん」（三島由紀夫の小説『禁色』のゲイバーの名に因む）を経営。一時は経営するゲイバーが軌道に乗ったが、翌年従業員や行政との度重なるトラブルにて廃業。姫路から単身東京に出て、銀座のゲイバー「青江」にてゲイボーイとして働く。その後、東京にて、1968年ゲイバー「とうごうけん」経営。ゲイ雑誌「The Gay」「The Ken」編集長、ゲイビデオ制作、エイズ啓蒙活動、ゲイのための診療所開設、ゲイ・ゲームズ支援、ゲイバー（「サタデイ」「BAR東郷健」）経営などを手掛ける。特に選挙候補として度重なる供託金の没収や選挙費用のために幾度もの経済的破綻を経験。
特に刑法第175条の「猥褻」の解釈運用を巡っては、多方面からの支援者を得て官憲と対立した。
雑民党活動停止後もバー経営の傍ら、マイノリティ解放運動を献身的かつ国際的に展開した。
2012年4月1日、前立腺癌により死去。79歳没。喪主は長男が務めた。
2012年7月1日、BAR東郷健に集った客が中心になって企画された追悼会「東郷健を偲ぶ」が催行された。

## 活動の概要
主な政治活動は雑民党の項を参照のこと。
公的な政治活動開始の前提として、当時としては極めて珍しく同性愛者であることをカミングアウトし、同性愛・セクシュアルマイノリティ・障害者への偏見や性差別の撤廃、性病・エイズ問題の解決などの30年余一貫した主張を掲げて、執筆、講演、演劇活動等を旺盛に展開した。一方、選挙活動は反資本主義体制、反権力といった東郷の信条に基づくスローガンの主張が中心であり、セクシュアルマイノリティの生活に関する具体的な政策の主張がなされることは少なかった。
かつては参議院議員通常選挙、衆議院議員総選挙、東京都知事選挙へ選挙機会ごとに立候補し、いずれも落選。1990年（平成2年）の第39回衆議院議員総選挙は、太田竜率いる地球維新党から出馬した。政見放送・選挙公報を通じ、タブー視されていた「ゲイ」「ホモ」「同性愛」「おかま」「射精」「チンチン」などの語を敢えて多用したため、昭和末期 - 平成初期のお茶の間に一種のカルチャーショックを呼び起こした。参院選に全国区から立候補した1971年、宣伝カーからの演説に振り向く者もなかった際に「オカマ、オカマの、東郷健。参議院議員立候補、オカマ、オカマの東郷健がまいりました」と叫んでみたところ、中年男性が手に持っていた荷物を落とし、東郷の乗る赤い宣伝カーを初めて見た。以降、"オカマの東郷健"を売り文句にする。
自らも各種選挙に立候補する一方で、日本社会党には好意的であった。しかし1978年、『週刊ポスト』の企画で向坂逸郎と向坂宅で対談した際、「ソヴェト共産主義になったら、お前の病気は治ってしまう」と同性愛を『病気』呼ばわりされたため喧嘩になり、向坂に追い出される形で対談は打ち切られた。向坂逸郎が訪問者を追い返した唯一の例とされる。
2002年に出版した『常識を越えて―オカマの道、七〇年』で、「向坂さんは、日本の天皇陛下のように税金を喰いものにすることはないだろうけれど、社会党左派のシンボル的な天皇陛下ではないか」と評している。また、同書の出版パーティーで、社会党の後継である社会民主党の保坂展人は、「向坂逸郎氏は、『ゲイは病気であり、ソビエト社会主義になれば治る』と発言したが、これは誤りだ。申し訳ない」と事実上党として陳謝した。向坂が代表であった社会主義協会も、論文『セクシュアルマイノリティと人権』（宮崎留美子）を機関誌『社会主義』2002年9月号に掲載し、向坂の差別発言を自己批判した。
新宿ゴールデン街や新宿2丁目で永らくバーを営むが、乗っ取りや経営不振によって幾度となく失敗。2006年6月花園五番街での営業再開(2011年に閉店）とともに、1970年代の伝説的レコード『薔薇門』をCD化再発売し、記念イベント『もっともっと愛を』を毎年開催するなど、晩年に至るまで積極的な活動を展開した。

## 発言
- マスゴミ - 政見放送内でたびたび東郷が使用した用語（外部リンク参照）。
- せめて、自らに恥じなく眠りたい
- 天皇の朕よりも私はチンチンのほうが好きや
- 人と人が愛し合う行為のどこが、ワイセツなんや
- 星と空とのただ中に、小さき者の何を争う
- ピラミッドの頂点にいる人々を、ジャックナイフで、 その胸を切り裂き、底辺にいる人々に血の滴る心臓を捧げたい
- おかまのどこが悪い。おかまのどこが恥ずかしい。男が男愛してなぜ悪い。女が女を愛してなぜ悪い。恥ずかしいのは自分に嘘をついて生きることや。恥ずかしいのは人を愛されへんということや。
- きみたちのスカッドミサイルを30世紀に向かって放射精よ。
- ジェット機[注釈 3]　文例-私はジェット機並みの早さだった。
- 農耕民族はセックスの時、上下運動しかしません。
- アングロサクソンのカムカムから日本人のイクイクにしなければならない。
- 警察官、検察官が100人おって、チンチン見て勃起する奴、手を挙げいと言ったら100人全員が手を挙げないと思います。
- 社会党も共産党も何が革新都政と言えるか　皮かむりのチンチン手術するからなめて入れて入れてと言うとるようなもんや。
- 自民党もその他、じゃり党も死の商人の手先。
- この握り心地良い銃[注釈 4]が、資本家たちの錆びついて立たなくなった銃に替わる時が来たんや。
- 性事こそ、ガバメント＝政治に勝れて、人類の一大関心事であらねばならない。
- リクルート、売上税賛成政治家の釜を掘れ。

## 結婚に関して
東郷は、同性愛者の異性との結婚を「ゲイは社会からの偏見により偽りの結婚をする」と説明し、自分の結婚について悔いている旨を政見放送で吐露した。また、銀行員時代の直属の上司が扇千景・元参議院議長の実父だったが、彼も既婚のバイセクシュアルで、情交関係にあったと後に発言している。

## 評価
- 同性愛者の権利を世の中に訴えた功績の一方、同性愛者の蔑称である「オカマ」という言葉を広めたことや、「同性愛者は皆、オネエ言葉でクネクネしている。」というステレオタイプを強めたことに対する批判もある[3]。三橋順子らによると、「オカマ」は戦後一時期まで女装男娼への蔑称であり、女装家の青江忠一（青江のママ）は街中で「オカマ」と罵られると追いかけて下駄で殴って抗議していたほど、「オカマ」は女装者にとって差別的な蔑称と受け止められており、さらに東郷が選挙に立候補して「オカマの東郷健です」と演説した頃から使用範囲が拡大したという[4]。その結果、1980年代頃から女装者はもちろんヘテロ男性を含む女性的な男性全体の蔑称となり、ゲイ・ヘテロ問わず女性的だという理由で学校などで「オカマ」と罵られ、いじめに遭う事例も増えていったことを挙げ[4]、政治活動を通して差別と戦った東郷が、他方で自らの活動がかえって差別を広めてもいたことに対しては無頓着であったと評している。

## 主著
- 『隠花植物群―男と男の愛の告白』宝文書房、1966年12月。 NCID BA91849920。全国書誌番号:66012748。
- 『ホモの道をゆく』中居出版〈モンキーブックスシリーズ No.1〉、1971年3月。
- 『雑民の論理』エポナ出版、1979年9月。全国書誌番号:80022969。
- 『欲情のキスをどこにするか』三一書房、1981年5月。 NCID BN09881138。全国書誌番号:81037926。
- 『転形哀傷歌』 1巻、雑民の会出版部、1984年5月。全国書誌番号:85024463。
- 『東郷健の突撃対談』雑民の会出版部、1984年6月。
- 『東郷健の突撃対談』 第2集、雑民の会出版部、1984年7月。
- 『常識を越えて オカマの道、七〇年』及川健二構成・文、ポット出版、2002年6月。ISBN 9784939015441。 NCID BA66983295。全国書誌番号:20314549。

## ディスコグラフィ
- アルバム『薔薇門』天井桟敷レコード（1972）＊寺山修司と共同で企画、J・A・シーザー、ザ・ハプニングス・フォー、山谷初男などが参加
- シングル『ツブシタレ/好きなんや』天井桟敷レコード（1972）